# Pułk KOP „Sarny”

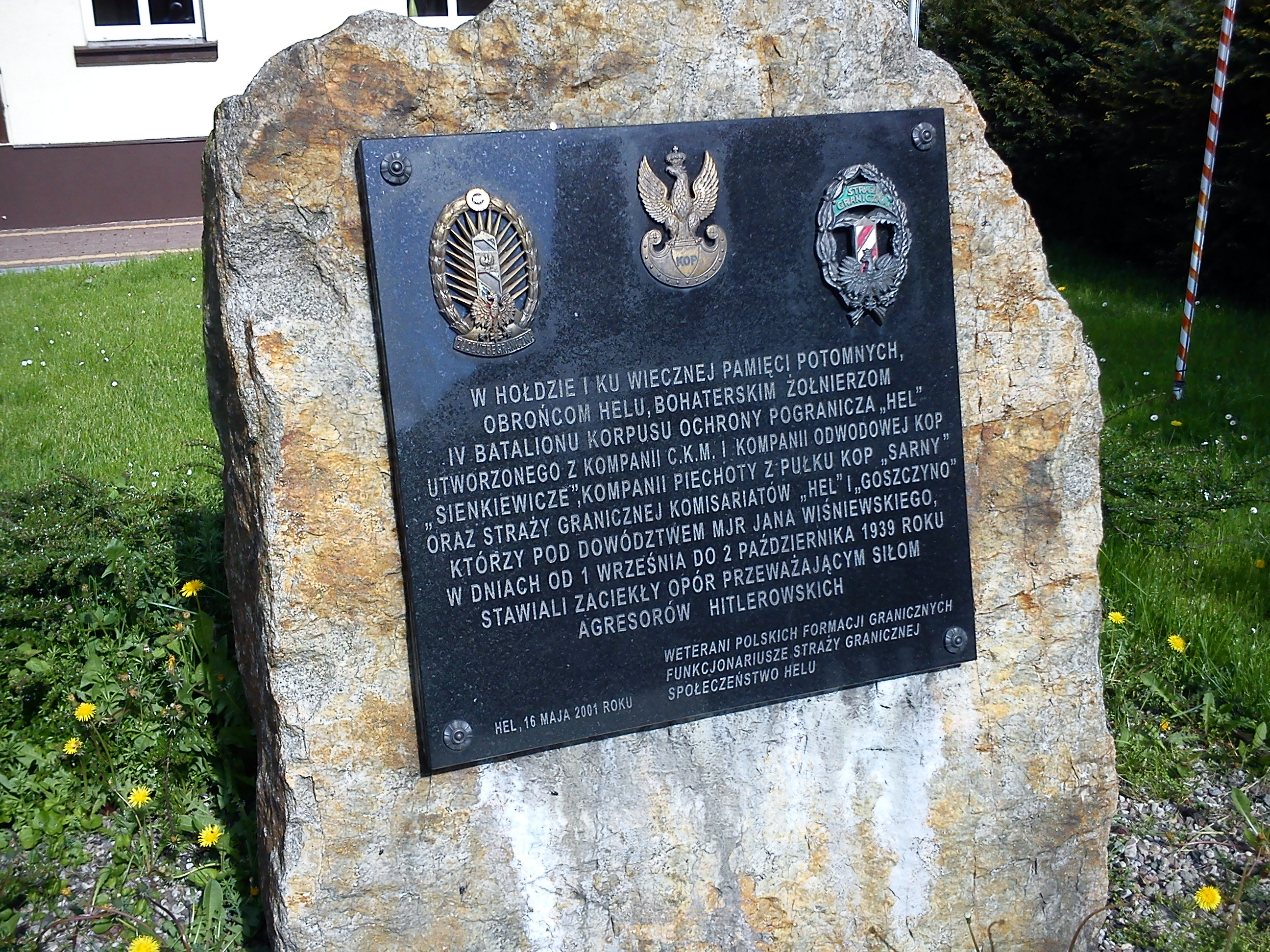
Głaz z tablicą pamiątkową przy ul. Wiejskiej w Helu

Pułk KOP „Sarny” – oddział piechoty Korpusu Ochrony Pogranicza.

## Formowanie i zmiany organizacyjne
Pułk został sformowany w 1930, w składzie Brygady KOP „Polesie”.
Z dniem 1 marca 1934, na bazie plutonu odwodowego, przy dowództwie pułku sformowano kompanię odwodową pułku „Sarny”. Kompania odwodowa składała się z dowódcy kompanii, drużyny gospodarczej, dwóch plutonów po dwie drużyny każdy. Była samodzielną jednostką organizacyjną i szkoleniową. Była pododdziałem administracyjnym.
Dla potrzeb pułku rekruta szkolił I batalion piechoty 2 pułku piechoty Legionów ze Staszowa.
W marcu 1934 sformowano w pułku dodatkową kompanię strzelecką.
Rozkazem dowódcy KOP z 23 lutego 1937 została zapoczątkowana pierwsza faza reorganizacji Korpusu Ochrony Pogranicza „R.3”. Jej wynikiem było między innymi przeorganizowanie pułku KOP „Sarny” poprzez wydzielenie go z dotychczasowego składu organizacyjnego i podporządkowanie go bezpośrednio dowódcy KOP. Jednocześnie zreorganizowano dowództwo pułku. Pułkowi podporządkowano też stację gołębi pocztowych KOP „Sarny”

## Pułk w kampanii wrześniowej
W pierwszej dekadzie września 1939, w II rzucie mobilizacji powszechnej Pułk KOP „Sarny” wystawił 97 Pułk Piechoty (Rezerwowy) dla 38 Dywizji Piechoty. Dotychczasowy dowódca Pułku KOP „Sarny”, płk dypl. Jerzy Płatowicz-Płachta objął dowództwo 97 pp (rez.). Nowym dowódcą pułku KOP „Sarny” wyznaczony został ppłk Nikodem Sulik, dotychczasowy dowódca batalionu Specjalnego „Sarny”.
Z jego szeregów rekrutowały się załogi polskich fortyfikacji frontu przeciwhitlerowskiego. Major Antoni Korpal, dowódca batalionu fortecznego „Osowiec” oraz legendarny kapitan Władysław Raginis walczyli w pasie obronnym SGO „Narew” generała brygady Czesława Młot-Fijałkowskiego.
Pułk KOP „Sarny” wysłał również część wojska w celu obsadzenia Obszaru Warownego „Śląsk”. Pozostałość obsadziła granicę polsko-sowiecką w rejonie Korca (2 bataliony graniczne „Rokitno” i „Bereźne” oraz 2 bataliony forteczne „Sarny” i „Małyńsk”, które to obsadziły silny odcinek umocniony „Polesie”). Po odtworzeniu, pułk ochraniał granicę z ZSRR o długości 176,921 km.
Od 17 września 1939 pododdziały pułku walczyły z sowieckim agresorem. 
W Sarnach wyładowane zostały batalion forteczny „Osowiec” mjr. Antoniego Korpala, batalion marszowy 76 pp mjr. Józefa Balcerzaka oraz sformowany w Grodnie, tuż przed decyzją o wycofaniu wojsk, oddział piechoty ppłk. Edwarda Czernego. Po wyładowaniu oddziały te przegrupowały się do wsi Znosicze, gdzie weszły w skład pułku KOP „Samy”
19 i 20 września batalion KOP „Sarny” stawił silny opór sowieckiej 60 Dywizji Strzeleckiej. Załogi polskich schronów walczyły często w sposób bohaterski "do ostatniego naboju", mimo że większość wyszkolonych do walki w fortyfikacjach oddziałów zostało wysłanych na zachód, a załogi schronów bojowych składały się głównie z rezerwistów. Oddziały te spełniły jednak swe zadanie opóźnienia wroga, dając czas na koncentracje wojsk KOP, ponosząc przy tym jednak wysokie straty np. straty w plutonie fortecznym obsadzający sektor „Berducha” wyniosły 50 procent w zabitych. Po wycofaniu się z linii umocnień pułk dołączył do Grupy KOP gen. Wilhelma Orlik-Rückemanna i wziął udział w bitwach stoczonych pod Szackiem i Wytycznem.
Walki o strażnice:

Pułk KOP „Sarny” ppłk. Sulika, dwoma baonami granicznymi, szwadronem kawalerii oraz obsadzającymi fortyfikacje wzdłuż Słuczy batalionem Sarny i batalionem Małyńsk ochraniał granicę na północnym Wołyniu. 17 września na jego pododdziały uderzyła będącą na prawym skrzydle 15 Korpusu Strzeleckiego komdiwa Piotra Fiłatowa 60 Dywizja Strzelecka kombriga Marzisa Sałichowa oraz 18. i 19 Oddział Pogranicznych NKWD. Sowiecki korpus główne uderzenie wykonał na styku pułku KOP „Sarny” i pułku KOP „Zdołbunów”, obchodząc tym samym fortyfikacje zajmowane przez baon KOP „Sarny” i baon KOP „Małyńsk”.

## Struktura organizacyjna
Organizacja pułku w 1934
- Dowództwo pułku KOP „Sarny” w Sarnach[10]
- batalion KOP „Bereźne”
- batalion KOP „Rokitno”
- szwadron KOP „Żurno”
- szwadron KOP „Rokitno”

## Kadra pułku
Dowódcy pułku:
- ppłk dypl. Tadeusz Lubicz-Niezabitowski (od 1930)
- ppłk dypl. Tadeusz Puszczyński (do 1 II 1937 → pułk KOP „Snów”)
- ppłk dypl. Jerzy Płatowicz-Płachta (1 II 1937[11] – 1939 → 97 pp)
- ppłk Nikodem Sulik (1939)[7]

Obsada personalna pułku w czerwcu 1939:
- dowódca pułku	– ppłk dypl. Jerzy Płatowicz-Płachta[c]
- I adiutant – kpt. piech. Edward Mazurkiewicz[d]
- oficer wyszkolenia – kpt. piech. Jacek Tomaszewski[e]
- dowódca łączności – kpt. łącz. Jerzy Stefan Mirecki[f]
- dowódca kompanii odwodowej – por. piech. Stanisław Ferdynand Wiśniowski[g]

Obsada personalna pułku we wrześniu 1939
- dowódca – ppłk Nikodem Sulik
- batalion KOP „Rokitno” – mjr Maciej Wojciechowski
- batalion KOP „Bereźne” – mjr Antoni Żurowski
- szwadron KOP „Bystrzyce” – rtm. Wiktor Jakubowski
- batalion specjalny „Sarny” – mjr Bronisław Brzozowski
- batalion specjalny „Małyńsk” – mjr Lucjan Frankowski

Obsada 302 Rejonu PW „Polesie”
Obsada oficerska rejonu PW przy pułku KOP „Sarny” w maju 1939:
- komendant rejonu PW „Polesie” – kpt. adm. (piech.) Władysław Franciszek Matolski
- komendant powiatowy PW „Łuniniec” – kpt. piech. Franciszek Otłowski
- zastępca komendanta powiatowego PW „Łuniniec” – por. piech. Lucjan Osimowicz
- komendant powiatowy PW „Stolin” – kpt. piech. Zygmunt Stopnicki
- komendant powiatowy PW „Sarny” – kpt. adm. (piech.) Stanisław Chomicz[i]
- komendant powiatowy PW „Kostopol” – kpt. piech. Artur Lamecki (kpt. adm. Cyprian Chodźko?[j])